# فضاپیمای چندنسله
فضاپیمای چَندنَسله نوعی فضاپیمای فرضی در داستان‌های علمی تخیلی است.
اگر چه فضاپیمای چندنسله هم‌اینک وجود ندارد اما با فناوری‌های کنونی ساخت آن ممکن است و از آن به عنوان تنها گزینه موجود برای سفرهای میان‌ستاره‌ای یاد می‌شود. فضاپیمای چندنسله از انواع شهرک‌های ستاره‌پیما است.
فضاپیمای چندنسله نوعی سفینه فضایی میان‌ستاره‌ای است که به پیروی از قوانین فیزیک حرکت می‌کند و در نتیجه سرعت نسبتاً کمی دارد که معمولاً تنها کسری از سرعت نور است. از آنجا که چنین فضاپیمایی برای رسیدن به ستاره‌ای دیگر صدها یا هزاران سال در سفر است و امکان تأمین نیازمندی‌های سرنشینانش در این مسیر وجود ندارد لازم است که چنین سفینه‌ای کاملاً خودکفا باشد.
این امر نه تنها شامل انرژی، هوا، آب و مواد غذایی می‌شود بلکه چنین فضاپیمایی باید از نظر تأمین خدمه نیز خودکفا شود. بدنی معنی که باید خدمه متعادل و نسبتاً پرشماری با اعضای کافی از هر دو جنس در آن حضور داشته باشند، به طوری که فرزندان آن‌ها بتوانند نسل آینده مورد نیاز فضاپیما را تشکیل دهند.
مشکلات
البته اشکالات عملی بسیاری در راه ساخت و استفاده از چنین سفینه‌ای وجود دارد: ازجمله این‌که هزینه آن بسیار بالا است. مسئله دیگر این است که بسیار دشوار می‌توان از نزاع یا حتی جنگ در داخل فضاپیما در طول سال‌های دراز جلوگیری کرد.
مسئله تماس با زمین و یافتن سیاره‌های قابل سکونت فراخورشیدی از دیگر موانع چنین سفری است. مشکل دیگر این است که احتمال می‌رود قرن‌ها پس از ترک زمین از سوی چنین سفینه‌ای اختراعات در کره زمین با شتاب بیشتری ادامه پیدا کند و فضاپیماهایی ساخته شود که حتی زودتر از سفینه‌های قدیمی‌تر در راه، به مقصد برسند.